# Diocèse de Taiohae

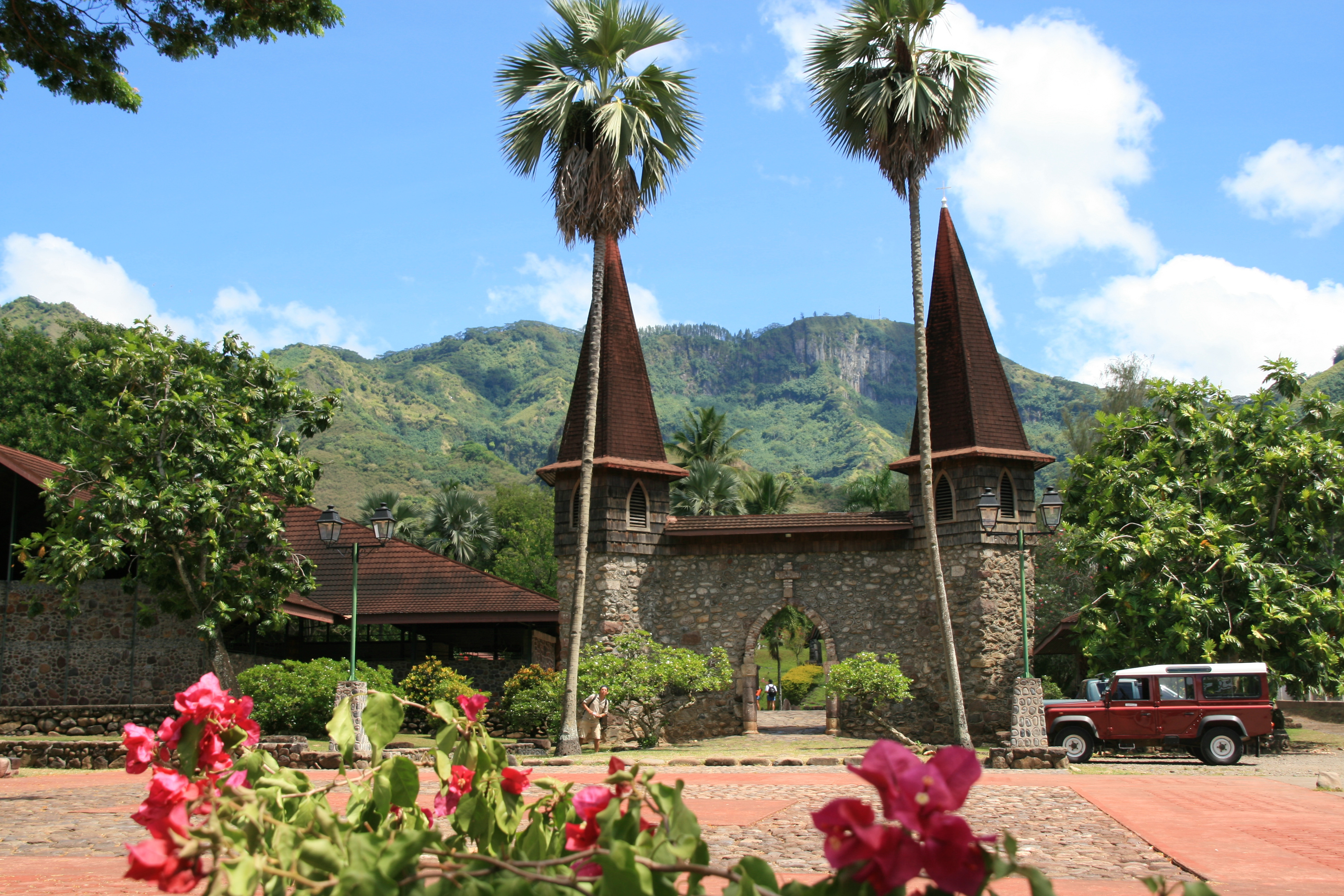
La cathédrale de Taiohae.

Le vicariat apostolique des îles Marquises a été érigé le 9 mai 1848. Il a été élevé en diocèse de Taiohae le 21 juin 1966. Sa dénomination a été complétée en diocèse de Taiohae ou Tefenuaenata le 31 mai 1974. En marquisien, Tefenuaenata signifierait « la Terre des hommes ». Il couvre les six îles habitées des îles Marquises. Il est basé à Taiohae, sur l'île de Nuku Hiva. Ses ordinaires, depuis 1920, sont tous issus de la congrégation des religieux de Picpus (SS.CC). Avec une population de moins de 10 000 habitants, en très grande majorité catholiques, et seulement 4 prêtres, c'est le plus petit des diocèses français.

## Les vicaires apostoliques puis évêques de Taiohae

### Sont vicaires apostoliques de Taiohae
- Joseph Baudichon, vicaire apostolique (1848-1855)
- René-Ildefonse Dordillon, vicaire apostolique (1855-1888), également évêque titulaire de Cambysopolis (de)
- Rogatien-Joseph Martin, vicaire apostolique (1892-1912)
- Pierre-Marie-David Le Cadre, SS.CC, (1920-1952)
- Louis-Bertrand Tirilly (de), SS.CC, puis évêque (1953-1966)

### Est évêque de Taiohae
- Louis-Bertrand Tirilly (de), SS.CC (1966-1970)

### Sont évêques de Taiohae ou Tefenuaenata
- Hervé Le Cléac'h, SS.CC (1973-1986)
- Guy Chevalier, SS.CC (1986-2015),
- Pascal Chang-Soï, SS.CC (2015 - ), évêque coadjuteur de 2010 à 2015